# 황금의 팔
"황금의 팔"(한국 한자: 黃金의 팔)은 한국에서 제작된 최진우 감독의 1983년 애니메이션, 가족, 드라마 영화이다. 이기태 등이 제작에 참여하였다.

## 스탭
- 제작: (주)프러스 필림
- 원작: 박기정
- 각색: 지상학
- 동화: 강치근, 송세동, 박미정
- 쓰리쎄븐 가방 협찬
- 원화: 김송필, 오흥선, 이한원
- 음악: 정민섭
- 촬영: 양석주, 백인선
- 제작: 이기태
- 감독: 최진우